# Резолюция Совета Безопасности ООН 937
Резолюция Совета Безопасности ООН 937 — резолюция принятая 21 июля 1994 года, после принятия резолюций 849 (1993), 854 (1993), 858 (1993), 876 (1993), 881 (1993), 892 (1993), 896 (1994), 901 (1994), 906 (1994) и 934 (1994) Совет Безопасности расширил Миссию ООН по наблюдению в Грузии (UNOMIG), чтобы включить сотрудничество с Содружеством Независимых Государств (СНГ), а также продлить мандат до 13 января 1995 года.

## Содержание
Совет Безопасности подтвердил территориальную целостность и суверенитет Грузии и право всех беженцев и перемещенных лиц вернуться на родину. Он также приветствовал Соглашение о прекращении огня и разъединении сил, подписанное между абхазской и грузинской сторонами в Москве и признал другие соглашения. Было важно, что переговоры продолжали достигать политического урегулирования, которое было бы взаимоприемлемым для обеих сторон. Развертывание миротворческих сил СНГ зависело от согласия сторон. Сторонам также было настоятельно рекомендовано гарантировать полную свободу передвижения для миротворческих сил СНГ и UNOMIG.
Сторонам было настоятельно предложено ускорить переговоры о поиске политического урегулирования под эгидой Организации Объединенных Наций с участием России и представителей Организации по безопасности и сотрудничеству в Европе (ОБСЕ). Генеральный секретарь Бутрос Бутрос-Гали был уполномочен увеличить численность UNOMIG до 136 военных наблюдателями и расширил свой мандат, включив в него:
- наблюдение и контроль за выполнением сторонами Соглашения о прекращении огня и разъединении сил, подписанного в Москве 14 мая 1994 года;
- наблюдение за операцией миротворческих сил СНГ в рамках осуществления Соглашения;
- контроль за тем, чтобы войска сторон не оставались в зоне безопасности и не возвращались в неё и чтобы тяжёлая боевая техника не оставалась в зоне безопасности или зоне ограничения вооружений и не вводилась туда вновь;
- наблюдение за районами хранения тяжёлой боевой техники, выведенной из зоны безопасности и зоны ограничения вооружений, в случае необходимости в сотрудничестве с миротворческими силами СНГ;
- наблюдение за выводом войск Республики Грузия из Кодорского ущелья в места за пределами Абхазии;
- регулярное патрулирование Кодорского ущелья;
- расследование по просьбе любой стороны или миротворческих сил СНГ или по своей собственной инициативе сообщений или утверждений о нарушениях Соглашения и попытки урегулирования или содействия урегулированию таких инцидентов;
- поддержание тесных контактов с обеими сторонами в конфликте и сотрудничестве с миротворческими силами СНГ, а также содействие, благодаря своему присутствию в районе, созданию благоприятных условий для безопасного и упорядоченного возвращения беженцев и перемещённых лиц.

Кроме того, Генеральному секретарю было предложено создать фонд для поддержки осуществления соглашений и гуманитарных усилий, включая разминирование. В течение трех месяцев он должен был сообщить Совету о развитии в этом направлении.
Резолюция 937 была принята 14 голосами против ни одного; Руанда отсутствовала.